# 圣埃尔姆乌特尔和拉姆库尔
圣埃尔姆乌特尔和拉姆库尔（法語：Saint-Erme-Outre-et-Ramecourt，法語發音：[sɛ̃.t‿ɛʁm utʁ e ʁamkuʁ]）是法国埃纳省的一个市镇，位于该省东部，属于拉昂区。

## 地理
圣埃尔姆乌特尔和拉姆库尔（49°30'54"N, 3°50'22"E）面积20.11 平方千米，位于法国上法蘭西大區埃纳省，该省份为法国北部内陆省份，北起北部省，西接索姆省和瓦兹省，东临阿登省和马恩省，西南至塞纳-马恩省，东北部与比利时接壤。
与圣埃尔姆乌特尔和拉姆库尔接壤的市镇（或旧市镇、城区）包括：阿米方丹、库特里济和菲西尼、古德朗库尔-莱贝略、莫勒尼昂奈、蒙泰居、圣托马、锡索讷。

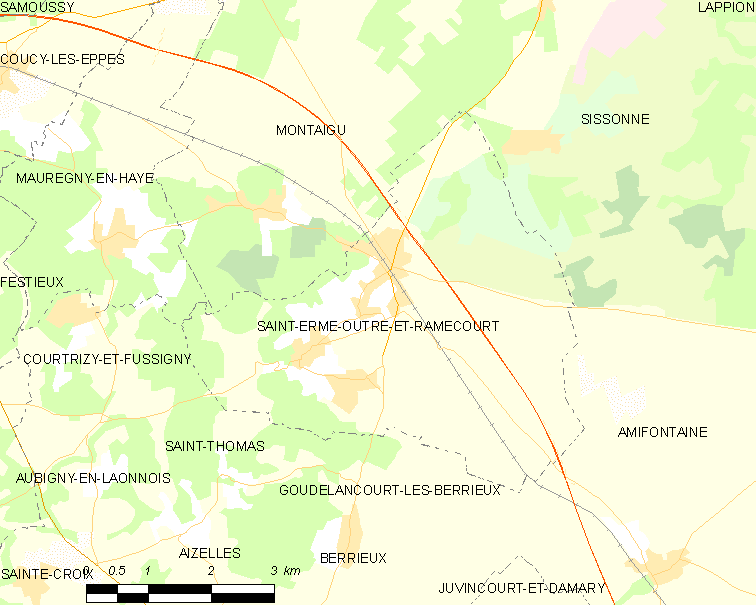
圣埃尔姆乌特尔和拉姆库尔的OSM定位图

圣埃尔姆乌特尔和拉姆库尔的时区为UTC+01:00、UTC+02:00（夏令时）。

## 行政
圣埃尔姆乌特尔和拉姆库尔的邮政编码为02820，INSEE市镇编码为02676。

## 政治
圣埃尔姆乌特尔和拉姆库尔所属的省级选区为埃纳河畔新城县。

## 人口

1962-2008年间圣埃尔姆乌特尔和拉姆库尔人口变化图示

圣埃尔姆乌特尔和拉姆库尔于2022年1月1日时的人口数量为1700人。